# Фризькі озера
Фри́зькі озе́ра (фриз. Fryske marren; нід. Friese meren) складаються з 24 озер у центральній і південно-західній Фрисландії, провінції Нідерландів в північній частині країни. На честь цієї території названий муніципалітет Фріске Маррен.

## Озера
У районі Фризьких озер є багато великих і малих озер, а також ряд таких, що не знаходяться безпосередньо в цій південно-західній частині Фрисландії, але все ще зазвичай включаються до переліку, коли йдеться про Фризські озера. Нижче наведений неповний список найзначніших. Найбільші озера виділені жирним шрифтом. Фризькі назви, зазначені курсивом, є офіційними з 15 березня 2007 року.
1. Heegermeer[nl] (Hegemer Mar)[2]
2. Fluessen[nl] (Fluezen)[3]
3. De Holken[nl]
4. Morra[nl] (De Morra)[3]
5. Slotermeer[nl] (Sleattemer Mar)[3]
6. Groote Brekken[nl] (Grutte Brekken)[3]
7. Koevordermeer[nl] (De Kûfurd)
8. Langweerderwielen[nl] (Langwarder Wielen)[3]

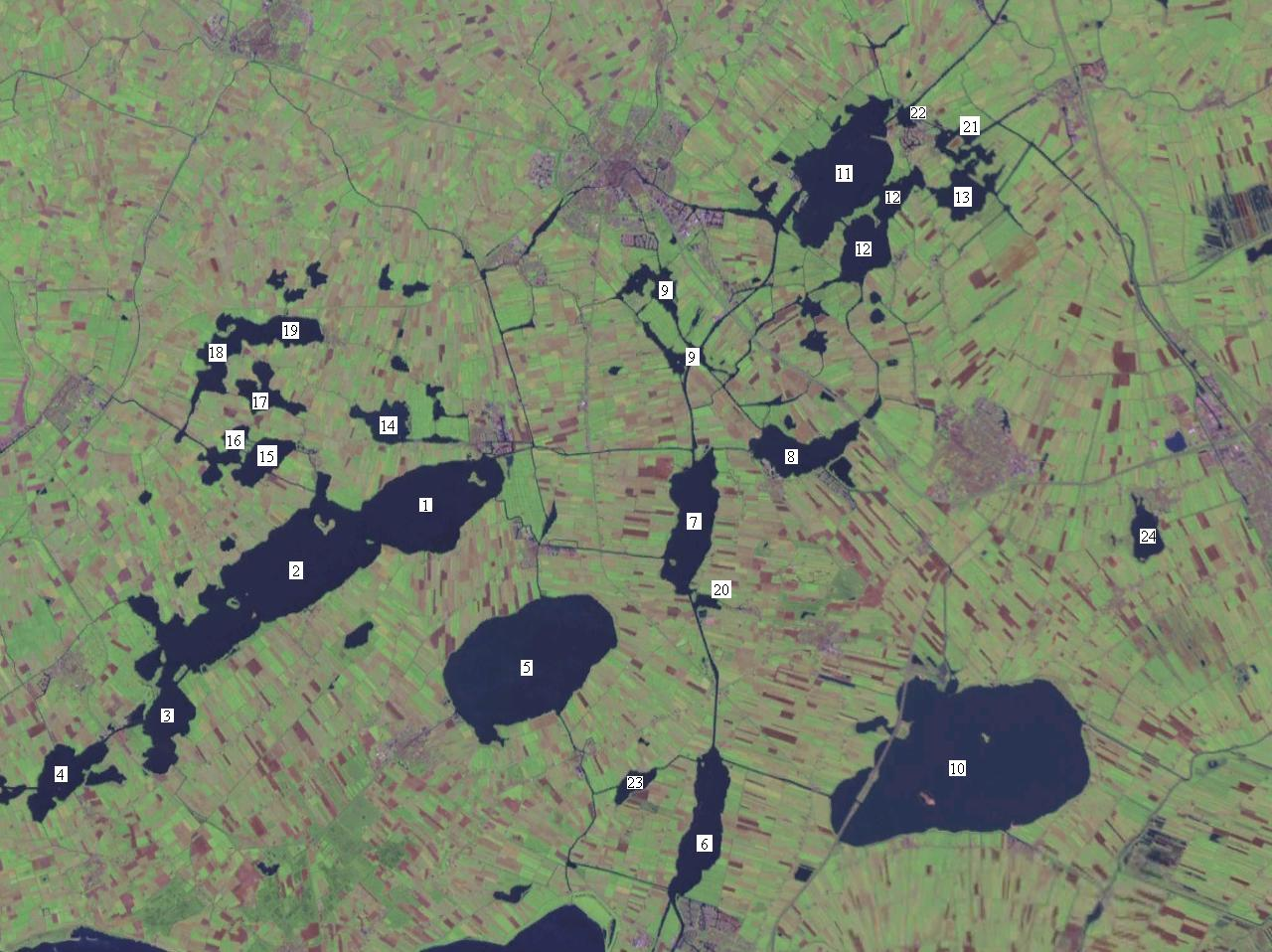
Огляд Фризьких озер.

9. Witte en Zwarte Brekken en Oudhof[nl] (Wite Brekken, Swarte Brekken en Aldhôf)
10. Tjeukemeer[nl] (Tsjûkemar)[3]
11. Sneekermeer[nl] (Snitser Mar)[3]
12. Goëngarijpsterpoelen[nl] (Goaiïngarypster Puollen)
13. Terkaplesterpoelen[nl] (Terkaplester Puollen)
14. Idzegaasterpoel[nl] (Idzegeaster Poel)
15. Grote Gaastmeer[nl] (Grutte Gaastmar)[3]
16. Zandmeer[nl] (Sânmar)
17. Ringwiel[nl]
18. Vlakke Brekken[nl] (Flakke Brekken)
19. Oudegaasterbrekken[nl] (Aldegeaster Brekken)
20. Idskenhuistermeer[nl] (Jiskenhúster Mar)
21. Terhornsterpoelen[nl] (Terhernster Puollen)
22. Terhornstermeer[nl] (De Hoarne)
23. Brandemeer[nl] (Brandemar)
24. Nannewijd[nl] (Nannewiid)

## Спорт, туризм

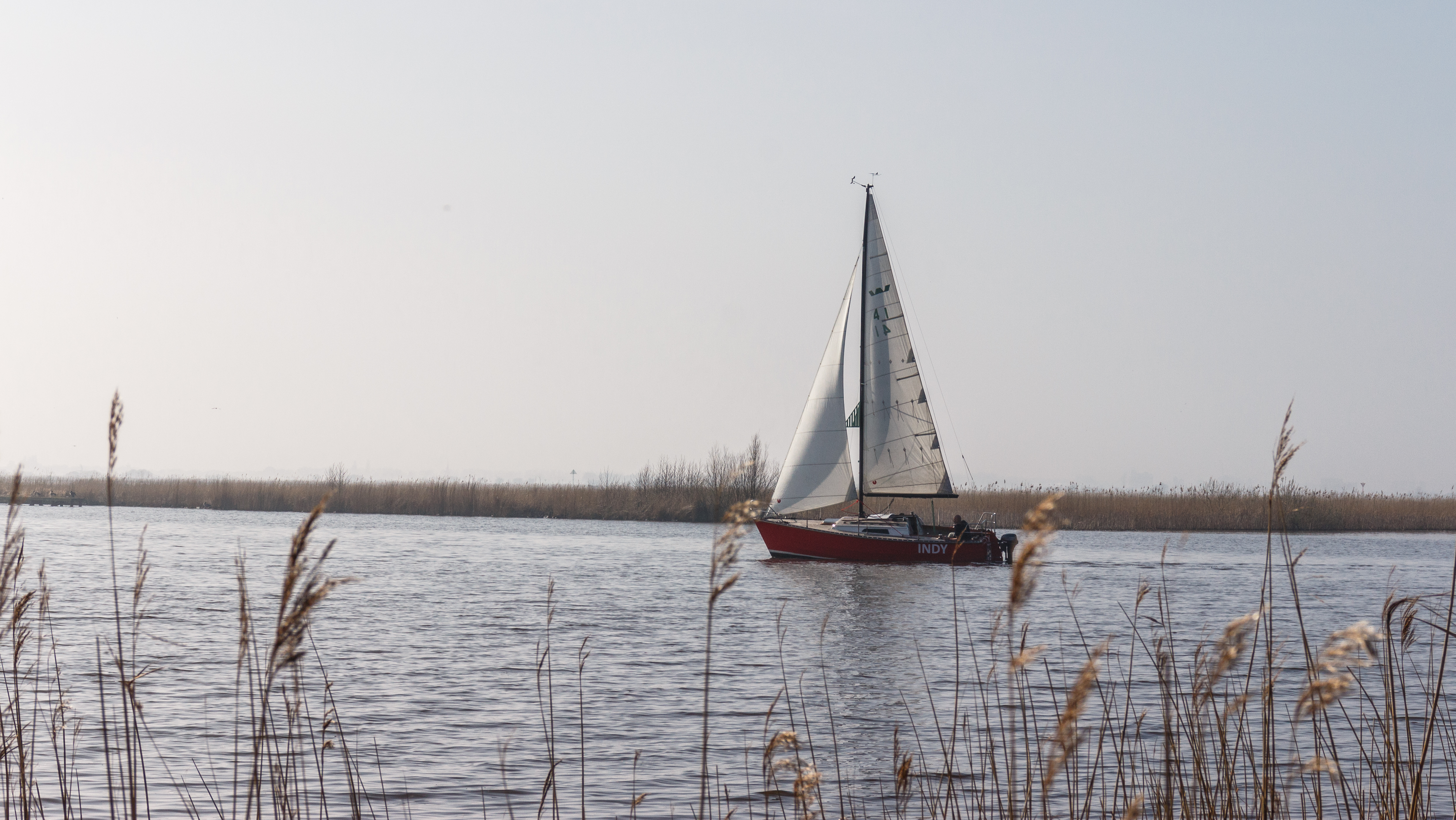
Вітрильник на одному з Фризьких озер.

Фризькі озера влітку приваблюють човнярів з усіх Нідерландів. На деяких з них у південній Фрисландії проводяться регати.

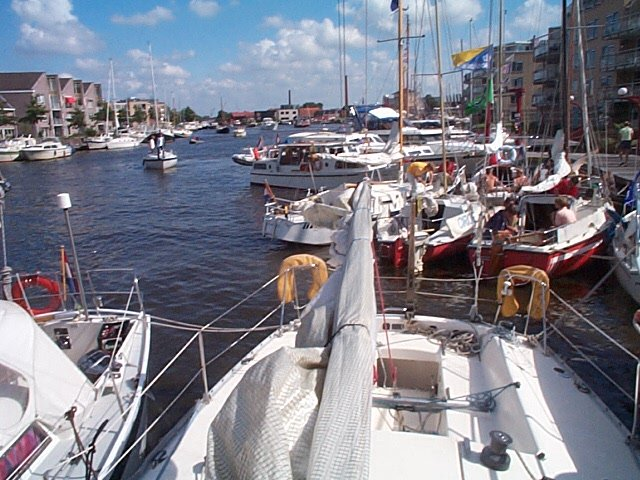
Центр міста Снек під час Sneekweek 2006 року.

Родзинкою фризького сезону катання на човнах є Sneekweek. Це щорічний захід, який проводиться протягом тижня серед вітрильників різного класу у Снеку, найбільшому місті регіону. Також організовуються різноманітні святкові заходи, зокрема огляд флоту, музичний фестиваль, дитячі заходи, вуличний театр та концерт-закриття.